# K歌之王
《K歌之王》是香港男歌手陳奕迅於2000年推出的一首經典歌曲，有粵、國語兩版，分別收錄於專輯《打得火熱》及《反正是我》內，均由陳輝陽作曲、編曲、監製，林夕填詞。歌曲的特別之處是揉合了多首流行曲的元素，例如歌名和旋律等。
此歌推出後極受歡迎，亦取得多個樂壇獎項，如叱咤樂壇至尊歌曲大獎和十大中文金曲。

## 背景
陳輝陽憶述，陳奕迅新公司英皇娛樂要求他創作比以前更商業化的歌曲，他從艾爾頓·約翰的〈你的歌〉中獲得靈感，構想出一個故事藍本：
有個男孩很喜歡唱卡拉OK，想用歌聲感動心儀的女孩，對方卻對他無感覺，認為他只是「K歌之王」，以及一個點子：歌詞要含有多首K歌的歌名。陳輝陽又認為陳奕迅的唱功了得，所以寫一首很難唱的歌給他，「演繹像情感上的雲霄飛車般」。

## 音樂特徵
以D大調寫成，無轉調，行板，音域為14度，曲式結構為AABBCCAA，並採用了常見的卡農和弦進程：I - V - vi - iii - IV - I - IV - V。  

### 其他製作人員
| - 鍵盤、鋼琴：陳輝陽@好好笑 - 貝斯：何俊傑 - 吉他：鍾慶鴻 - 鼓：Anthony Fernandes - 弦樂：陳屹洲弦樂團 | - 弦樂編曲：陳輝陽@好好笑、金培達 - 混音：袁家揚 - 錄音：陳輝陽@好好笑 |

### 致敬元素
- 以流行歌名入詞：

粵語版：《我愿意》、《約定》 （王菲）、《憑什麼》（梅艷芳）、《擁抱》（譚詠麟）、 《誓言》 （王菲）、《幸福摩天輪》（陳奕迅）、《你怎麼捨得我難過》（黃品源）、《垃圾》（ 盧巧音）、《不捨不棄》（林憶蓮）、《真心真意》（許志安）、《愛得過火》（伍思凱）、《絕》（傅佩嘉）等
國語版：《用心良苦》（張宇）、《千言萬語》（鄧麗君）、《當愛已成往事》（林憶蓮）、明天我要嫁給你（周華健）、愛如潮水（張信哲）、《忘了我是誰》（王海玲）、《祝福》（張學友）、《我一個人住》（蘇慧倫）、《我愿意》（王菲）、《愛得過火》（伍思凱）、《征服》（那英）、《吩別》（張學友）、《領悟》（辛曉琪）等，並化用歌詞：「有些人我永遠不必等」出自陳淑樺的《夢醒時分》。
- 化用旋律：

粵語版：前奏為王菲的《約定》，間奏為楊千嬅的《再見二丁目》，尾聲為傅佩嘉的《絕》。
國語版：前奏為張宇的《用心良苦》，間奏為張信哲的《愛如潮水》，尾聲為辛曉琪的《領悟》。

## 評論
詞評人朱耀偉指詞人運用了中國古典詩詞的集句手法，又認為：「寫來既用了不少K歌，但當中又以『俗套的歌詞』和『膚淺對白』作自我拆解，或許可以理解作一種戲謔」，比一般K歌有更豐富的涵義。更有評論指它反諷K歌氾濫的樂壇現象，是自省之作，但林夕表示是誤會，這並非其原意。
2019年，此曲致敬元素簡接啟發黃偉文創作《情感的廢墟》（麥浚龍主唱，化用旋律草蜢《永遠愛著你》、歌名結合劉德華《情感的禁區》及譚詠麟《痴心的廢墟》）及《偷情的禮儀》（謝安琪主唱，致敬林憶蓮《假如讓我吻下去》）

## 獎項
- 2000年度勁歌金曲季選 - 第四季金曲
- 2000年度新城勁爆頒獎禮 - 新城勁爆歌曲獎
- 2000年度叱吒樂壇流行榜頒獎典禮 - 叱咤樂壇至尊歌曲
- 2000年度叱吒樂壇流行榜頒獎典禮 - 我最喜愛的歌曲大獎
- 2000年度十大勁歌金曲頒獎典禮 - 十大勁歌金曲
- 2000年度十大勁歌金曲頒獎典禮 - 網上金曲獎
- 2000年度十大中文金曲頒獎禮 - 十大中文金曲
- 2000年度十大中文金曲頒獎禮 - 最受歡迎卡拉OK歌曲獎
- 2000年度YMC至尊榜 - 至尊金曲
- 2001年第一屆華語音樂傳媒大獎－十大華語歌曲
- 2001年第一屆華語音樂傳媒大獎－最佳填詞
- 2001年第一屆華語音樂傳媒大獎－最佳作曲
- 2007年度叱吒樂壇流行榜頒獎典禮 - 我最最最最最最最最最最喜愛歌曲大獎
  - 註: 此獎之候選歌曲為97-07年共10首叱吒樂壇流行榜頒獎典禮「我最喜愛的歌曲大獎」的得獎歌曲，由聽眾投票，獲最高票數之一首「金中金」的歌曲奪得此大獎。
- 2010年第十屆華語音樂傳媒大獎－世紀十年卓越歌曲（粵語）

## 流行榜成績
| 903專業推介 | RTHK龍虎榜 | 新城勁爆997 | TVB勁歌金榜 |
| ----------- | ---------- | ----------- | ----------- |
| 1           | 1          | 1           | 1           |

## 其他版本
| 年份 | 歌手           | 專輯/場合                                                                                                 |
| ---- | -------------- | --- |
| 2001 | 李克勤         | 《港樂.克勤 LIVE》                                                                                        |
| 2001 | 陳奕迅         | 《The Easy Ride演唱會》，前奏為謝霆鋒的《玉蝴蝶》，間奏為周杰倫的《龍捲風》，尾聲為陳奕迅的《天下無雙》。 |
| 2002 | 彭羚           | 《給我唱過的男孩們》，前奏為《卡農 (帕海貝爾)》，間奏為《匈牙利舞曲第五號》。                             |
| 2007 | 陳奕迅         | 《Eason Moving On Stage 1》，編曲配合舞台演出，變成華爾茲、巴薩諾瓦、爵士等曲風的大雜繪。                 |
| 2008 | 黃宗澤、陳奕迅 | 《勁歌金曲頒獎禮》，黃宗澤唱此曲時上氣不接下氣，與陳奕迅形成強烈對比，為網民津津樂道。                    |
| 2014 | 挽歌之聲&家嫂  | 重新填詞編曲成宣傳中國文學科課程主題曲《詩歌之王》                                                        |
| 2016 | 胡杏兒         | 《跨界歌王》（第一季）第10集                                                                              |
| 2018 | 許靖韻         | 《創造101》                                                                                               |
| 2019 | 黃宗澤         | 重新填詞編曲成以「堅持夢想」為主題的百老匯廣告歌《發夢之王》                                              |
| 2023 | 蠢 財          | 重新填詞編曲成語譯中文科文言文範文 辛棄疾《青玉案·元夕》                                                  |